# San Nicolás de los Garza (kommun)
San Nicolás de los Garza är en kommun i Mexiko.   Den ligger i delstaten Nuevo León, i den centrala delen av landet, 700 km norr om huvudstaden Mexico City.
Följande samhällen finns i San Nicolás de los Garza:
- San Nicolás de los Garza